# Peucaea humeralis
Peucaea humeralis là một loài chim trong họ Emberizidae.